# Back Country
Back Country è il primo album dal vivo del cantante statunitense Five for Fighting, pubblicato nel 2007.

## Tracce

### Disco uno
1. "Freedom Never Cries"
2. "World"
3. "California Justice"
4. "The Riddle"
5. "65 Mustang"
6. "NYC Weather Report"
7. "Two Lights"
8. "I Just Love You"
9. "If God Made You"
10. "Easy Tonight"
11. "Superman"
12. "100 Years"
13. "Road to Heaven"
14. "Nobody"
15. "Policeman's Xmas Party"

### Disco due
1. "Superman" (music video)
2. "Easy Tonight" (music video)
3. "100 Years" (music video)
4. "The Devil in the Wishing Well" (music video)
5. "The Riddle" (music video)
6. "World" (music video)
7. "Making of "The Devil in the Wishing Well" video"
8. "Making of "The Riddle" video"
9. "Making of the "World" video"
10. "Two Lights Dad Interview" (bonus feature)
11. "WhatKindOfWorldDoYouWant.com Charity Videos" (bonus)
12. "Five for Fighting Photo Montage" (bonus)